# 三星Galaxy Note 3
Samsung Galaxy Note 3是一款由韓國三星電子所生產的一款建構於安卓平台的高端大螢幕平板式智慧型手機（平板手機），於2013年9月4日於德國柏林IFA展上的三星產品發表會上發佈，三星Galaxy Note 3在发售的第一个月就售出了800万台，并在2个月内销量突破2000万台。
繼承上一代機型（Galaxy Note II），Note 3被設計成一部更輕巧的手機，背殼是塑膠材質的以及擁有皮質的觸感。

## 規格

### 硬件
與之前的三星設備相比，Galaxy Note 3的設計旨在提供更高檔的“高級”外觀。儘管Galaxy Note 3 採用聚碳酸酯的設計，但與其他近期的三星設備相同，Galaxy Note 3具有縫合人造金屬圈和塑料皮革製成的後蓋。厚度為8.3毫米，比Galaxy Note II稍薄，並且稍微輕一些。
在Galaxy Note 3（N9005）的歐盟和北美銷售的LTE版本使用2.3 GHz四核Snapdragon 800芯片，而在上述地區以外銷售的僅限於GSM的型號（N9000 / N9006）使用八核Exynos 5420由四核1.9 GHz Cortex-A15內核和四核1.3 GHz Cortex-A7內核組成。兩種模型的測試都表現出相似的性能。該設備還包括3 GB RAM，5.7英寸1080p Super AMOLED顯示屏，1300萬像素後置攝像頭，能夠以60 fps的速度拍攝1080p視頻和 4K分辨率，30 fps（5分鐘限制），16,32或64 GB內部存儲，以及3200 mAh電池。
Galaxy Note 3 Duos（N9002）基於LTE版本，但增加第二張SIM卡插槽。
與其他Galaxy Note系列設備一樣，Galaxy Note 3附帶S Pen手寫筆。筆尖貼近屏幕寫Galaxy Note 3也是第一款支持USB 3.0的智能手機，它可以在連接到兼容端口時實現更快速的數據傳輸和充電。
Galaxy Note 3首次推出黑色，白色和粉紅色。2013年12月，三星為特定市場推出三種新色彩方案; 黑色飾有金色飾邊，白色飾有玫瑰金色飾邊，紅色飾有銀色飾邊。

### 軟件
Galaxy Note 3配備Android 4.3“Jelly Bean”和三星專有的TouchWiz NatureUX 2.5用戶界面和軟件。Note 3的軟件中增加手寫筆導向的功能; 從它的機抽出，用筆針按壓手寫筆按鈕手寫筆懸停在顯示激活的懸浮指令(Air Command) 環形選單提供快捷方式手寫筆導向功能，如行動記事（屏幕上的便簽使用手寫識別來檢測其內容並提供相關操作，例如在Google地圖上查找地址和撥號電話號碼），Screen Write（註釋工具），Pen Window（允許用戶繪製彈出窗口來運行某些應用程序），搜索工具S Finder和Scrapbook。多窗口功能也通過擴展的應用程序支持進行更新，能夠運行單個應用程序的多個實例以及在應用程序之間拖放內容的功能。該設備還附帶一個稱為My Magazine 的新聞聚合器應用程序，可通過從屏幕底部向上滑動以及S Note的更新版本進行訪問。
2014年1月13日，Android 4.4“KitKat”更新首次通過Samsung Kies在波蘭的LTE型號提供。該更新增加用戶界面調整，例如鎖定屏幕角落的相機快捷方式，用於設置默認啟動器和短信應用程序的選項，支持打印以及用於跟踪和控制位置使用的新位置設置菜單跟踪應用程序。Android 4.4出於安全原因也對設備上的輔助存儲的處理做出重大改變; 應用程序對SD卡的訪問訪問權限關的，特定於應用程序的目錄，而仍然允許對內部主存儲的完全訪問權限。雖然自從Android 3.0“Honeycomb”以來，這種行為已經存在，但三星等原始設備製造商以前修改Android的發行版以保留以前的行為，允許應用程序無限制地訪問SD卡內容。
三星于2015年1月開始推出Android 5.0“Lollipop”更新。

## 問題
Galaxy Note 3的美國和歐洲模式在某些實施地區域SIM卡區域限制系統; 要求在歐洲和北美模式中使用的SIM卡來自該地區的運營商。雖然三星發言人聲稱，使用有效的SIM卡，鎖就會被移除，但用戶報告說情況並非如此。儘管XDA Developers用戶開發了一個清除系統使用的運營商黑名單的工具，但它需要Root電話。一位發言人稱該系統主要是為了防止灰色市場轉售，雖然一些批評者懷疑運營商可能已經要求三星實施該功能，以便強制用戶在旅行時漫遊，防止他們使用本地SIM卡。三星還表示，它對2013年7月之後生產的Galaxy S III，Note II，S4和S4 Mini型號實施類似政策。
Note3的型號為：SM-N900（GSM），N9000（3G），SM-N9005（4G / LTE），SM-N900U（4G / LTE全頻版），N9002（LTE雙卡），SM-N9006（中國公開版/ WCDMA），SM-N900A美國AT＆T），SM-N900T（美國T-mobile），SM-N900P（美國Sprint），SM-N900V（美國Verizon），SM-N900R4（美國數據服務），SM-N900W8（加拿大的一些運營商拉丁美洲），SM-N9009(中國電信/CDMA)，SM-N9008(中國移動/TD-SCDMA)，SM-N9002（中國聯通/WCDMA），SM-N9008V（中國移動/LTE），SM-N9009V（中國電信/LTE），SM-N9008S（中國移動/LTE）, SM-N900S (韓國版/LTE-A)

## 爭議

### 效能測試
美國科技網站Ars Technica報導指出Note 3與LG G2使用相同的4核心處理器，但是在效能測試時Note 3的得分總是比G2高，背後原因是Note 3運行效能測試軟體Geekbench時，處理器的4個核心會同時啟動，並鎖定用最高速度運轉，但在正常使用情況下為節省電力，手機通常僅使用以節能模式運作的一個核心，其他三個則閒置，因此Note 3的效能分數未能反映正常使用情況的效能，而Note 3的正常結果應比原本的低20％。

### 手工
Note 3被曝出做工問題，部分Note 3的國外用家於網上抱怨自己的Note 3做工不結實，在使用一段時間後發現，手機的Home按鍵「有鬆動、並開始移位」。其中一張網民上載的圖片（页面存档备份，存于）顯示使用僅3個小時的Note 3的Home按鍵在手指四處按動時，Home按鍵也會跟著上下左右流動。在androidpolice進行的投票中，有2017位Note 3用戶反映自己的Home按鍵會位移，而僅1150名用戶沒有遇到這種情況。

### 植入式廣告
86屆奧斯卡頒獎典禮主持人艾倫·狄珍妮號召一堆大明星自拍，拍攝者布萊德利庫柏就是拿Galaxy Note 3自拍，上傳推特轉發次數超過歐巴馬Four more years照片，打破推特轉發次數，是三星行銷手法之一。然而美國職棒大聯盟球星大衛·歐提茲也用Note 3與美國總統歐巴馬自拍後，承認自己與三星的合作關係，隨後白宮方面對三星的商業行為大表不滿，並警告三星不要利用歐巴馬的肖像來謀取商業利益，同時已交由律師介入處理。。